# Stefanie Roloff
Stefanie Roloff (* 11. Juli 1967 in Basel) ist eine deutsche Juristin. Sie ist seit dem 9. April 2015 Richterin am Bundesgerichtshof. Seit dem 25. April 2025 ist sie Vorsitzende des XIII. Zivilsenats und des Kartellsenats des Bundesgerichtshofes.

## Leben und Wirken
Stefanie Roloff war nach Abschluss ihrer juristischen Ausbildung zunächst mehrere Jahre als Rechtsanwältin tätig. 1999 trat sie in den Justizdienst des Landes Berlin ein. Sie kam in den ersten Jahren beim Amtsgericht Wedding, der Staatsanwaltschaft beim Landgericht Berlin sowie in der Senatsverwaltung für Justiz zum Einsatz. 2002 wurde sie zur Richterin am Landgericht Berlin ernannt. Es folgte bis 2003 eine Tätigkeit als persönliche Referentin der Senatorin sowie als Grundsatzreferentin der Senatsverwaltung für Justiz. Von 2004 bis 2009 war Roloff mit Unterbrechungen wissenschaftliche Mitarbeiterin am Bundesgerichtshof. 2011 wurde sie zur Richterin am Kammergericht Berlin ernannt. Seit Juli 2013 war sie als wissenschaftliche Mitarbeiterin an das Bundesverfassungsgericht abgeordnet. Roloff ist promoviert.
Das Präsidium des Bundesgerichtshofs wies Stefanie Roloff zunächst dem vornehmlich für das Recht der unerlaubten Handlungen sowie das Arzthaftungsrecht zuständigen VI. Zivilsenat zu. Seit dem 1. Januar 2021 gehört sie dem Kartellsenat und dem XIII. Zivilsenat an, deren stellvertretende Vorsitzende sie seit Mai 2022 ist. Roloff ist außerdem Mitglied des Senats für Notarsachen. Am 25. April 2025 wurde sie Vorsitzende Richterin des XIII. Zivilsenats und des Kartellsenats.